# My Favorite Fairy Tales
My Favorite Fairy Tales (世界童話アニメ全集 Sekai dōwa anime zenshū?) fue una corta serie de animación original para video (OVA) basada en cuentos de hadas y otras historias clásicas, producida por el Studio Unicorn en 1986.
La serie tenía la intención educativa de enseñar inglés a los niños japoneses. De hecho, cada VHS contenía la misma historia en japonés y en inglés. La serie fue lanzada por Saban Entertainment en VHS en el año 1987 bajo el título My Favorite Fairy Tales, con una nueva banda sonora y cuatro episodios más tomados de la serie de cortometrajes de Toei Sekai meisaku dōwa manga shirīzu. Esta versión luego se exportó al resto del mundo.
La propiedad de la serie pasó a Disney en 2001 cuando Disney adquirió Fox Kids Worldwide, que también incluye a Saban Entertainment.

## Episodios
Los episodios en su orden original:
1. El patito feo
2. Los tres cerditos
3. Blancanieves
4. Caperucita Roja
5. El Gato con Botas
6. La Sirenita
7. Little Black Sambo
8. El lobo y las siete cabritillas
9. Cenicienta
10. Alí Babá y cuarenta ladrones

En los Estados Unidos fueron distribuidos cinco volúmenes, de un total de catorce episodios:
| Volumen | Episodes                                                        |
| ------- | --------------------------------------------------------------- |
| 1       | El Gato con Botas Caperucita Roja                               |
| 2       | Los tres cerditos El patito feo El lobo y las siete cabritillas |
| 3       | La Bella Durmiente Blancanieves Cenicienta                      |
| 4       | El mago de Oz La alfombra mágica Alí Babá y cuarenta ladrones   |
| 5       | Little Black Sambo La Sirenita El zapatero y los Elfos          |